# Франц фон Рок
Франц фон Рок (нім. Franz von Roques; 1 вересня 1877, Трейза — 7 серпня 1967, Трейза) — німецький офіцер, генерал піхоти вермахту. Кавалер Німецького хреста в сріблі.

## Біографія
Виходець з родини потомствених дворян, чий рід емігрував з Франції після скасування Нантського едикту. Син лікаря Крістіана фон Рока. Двоюрідний брат генерала піхоти Карла фон Рока.
28 лютого 1896 року поступив на службу в Імперську армію. Учасник Першої світової війни, служив на різних штабних посадах. Після демобілізації армії продовжив службу в рейхсвері. 1 жовтня 1933 року вийшов на пенсію. В липні-жовтні 1938 року служив у 11-му генеральному командуванні, після чого знову вийшов у відставку.
У вересні 1939 року фон Рок був призваний на службу і призначений командиром 177-ї запасної дивізії (Відень), яка відповідала за підготовку запасних частин для 17-го армійського корпусу. В листах дружині фон Рок заявляв, що хотів би командувати бойовим підрозділом на фронті. З 25 травня 1940 року — генерал для особливих доручень в штабі зі створення нових дивізій в Нюрнберзі. З початком Західної кампанії штаб був перекинутий спочатку в Бельгію, а потім у Францію. Після Французької кампанії недовго командував «зеленою лінією» — кордоном між окупованою і неокупованою частинами Франції. З 14 вересня 1941 року — командувач тиловими районами групи армій «Північ», керував контрпартизанськими акціями. На відміну від інших командувачів, фон Рок відмовився від жорстких дій щодо цивільного населення. 1 квітня 1943 року переведений в резерв, 31 липня — у відставку.
Після закінчення війни фон Рок не був інтернований, але в 1946 році був 6 разів допитаний в Нюрнберзі щодо своєї діяльності на посаді командувача тиловими районами. Його двоюрідний брат Карл був засуджений до 20 років позбавлення волі на одному з наступних Нюрнберзьких процесів. До смерті брата в 1949 році фон Рок неодноразово подавав прохання про помилування.
В 1951 році передав Гессенському національному архіву свої спогади про службу на посаді  командувача тиловими районами (всього 117 сторінок, особисті документи Другої світової війни та щоденник, який вів у 1914-19 роках. В 1966 році ці документи були передані Федеральному архівному управлінню Військового архіву у Фрайбурзі.

## Звання
- Фанен-юнкер (28 лютого 1996)
- Другий лейтенант (20 липня 1897)
- Оберлейтенант
- Гауптман (1913)
- Майор (1917)
- Оберстлейтенант (1 лютого 1923)
- Оберст (1 січня 1928)
- Генерал-майор (1 лютого 1931)
- Генерал-лейтенант (1 січня 1933)
- Генерал піхоти (25 травня 1940)

## Нагороди
- Залізний хрест 2-го і 1-го класу
- Орден «За заслуги» (Баварія) 4-го класу з мечами
- Медаль «За відвагу» (Гессен)
- Хрест «За військові заслуги» (Брауншвейг) 2-го класу
- Королівський орден дому Гогенцоллернів, лицарський хрест з мечами
- Орден Святого Йоанна (Бранденбург)
- Почесний хрест ветерана війни з мечами
- Медаль «За вислугу років у Вермахті» 4-го, 3-го і 2-го класу (18 років)
- Застібка до Залізного хреста 2-го і 1-го класу
- Хрест Воєнних заслуг 2-го і 1-го класу з мечами
- Німецький хрест в сріблі (30 квітня 1943) — за заслуги на посаді командувача тиловими районами.
- Лист з особистою подякою Адольфа Гітлера за заслуги на посаді командувача тиловими районами (1943)